# Fritz Panteleit
Fritz Panteleit (* 2. April 1902 in Budupönen, Ostpreußen) war ein deutscher Politiker und Funktionär der DDR-Blockpartei Demokratische Bauernpartei Deutschlands (DBD).
Panteleit war der Sohn einer Arbeiterfamilie, wurde Landarbeiter und ab 1939 Fabrikarbeiter in einem Zellstoffwerk in Ragnit. Nach dem Kriegsdienst wurde er 1946 Neubauer in Dieskau in der Sowjetischen Besatzungszone und 1950 Mitglied der DBD. Er rückte am 25. August 1953 in die Volkskammer der DDR nach und gehörte ihr bis 1967 an.